# Endoceras
Endoceras – wymarły rodzaj łodzikowców żyjących w okresie ordowiku.
Opis
Muszla prosta, długości do 3,5 m, syfon położony brzeżnie, gruby. 
Ekologia:
Zwierzęta drapieżne, nektoniczne, polujące na m.in. trylobity i ramienionogi, morskie, żyjące w strefie przydennej do głębokości 450 m. 
Znaczenie:
Skamieniałości różnych gatunków Endoceras są  skamieniałościami pomocniczymi w datowaniu ordowiku, zwłaszcza Europy i Ameryki Północnej. 
Występowanie:
Gatunki kosmopolityczne, znane bardzo licznie z Europy, Ameryki Północnej i Azji. Pojedyncze opisy także z Ameryki Południowej. Występuje również w Polsce, zarówno w utworach ordowiku (wiercenia z Niżu Polskiego i odsłonięcia w Górach Świętokrzyskich jak i, najliczniej, w głazach narzutowych przytransportowanych przez lądolód ze Skandynawii. 
Zasięg wiekowy
Ordowik.
Wybrane gatunki o dużej wartości stratygraficznej:
- Endoceras duplex
- Endoceras proteiforme
- Endoceras annulatum